# Wapen van Kamperveen

Het wapen van Kamperveen

Het officiële wapen van Kamperveen werd op 21 februari 1930 per Koninklijk Besluit door de Hoge Raad van Adel aan de Overijsselse gemeente Kamperveen toegekend. Vanaf 1937 is het wapen niet langer als gemeentewapen in gebruik omdat de gemeente Kamperveen opging in de gemeente IJsselmuiden.
Echter zijn er nog twee versies van het wapen van Kamperveen bekend. Het eerste wapen van Kamperveen is rond 1890 ontworpen en is te zien in een raam van de voormalig statenzaal van Overijssel in Zwolle. Dit wapen is nooit toegekend door de Hoge Raad van Adel. In 1925 kwam de toenmalige gemeentesecretaris met een tegenontwerp.

## Blazoenering
De blazoenering van het officiële wapen per 1930 luidt als volgt:
Doorsneden; I in azuur een plompeblad van zilver, gekantonneerd van vier liggende blokjes van hetzelfde, II in goud een halve leeuw van keel, getongd en genageld van azuur, uitkomende uit een golvende schildvoet van azuur. Het schild gedekt met een gouden kroon van 3 bladeren en 2 paarlen.
De blazoenering van het wapen per 1890 luidt als volgt:
in de bovenste helft 2 gaande leeuwen in een met blokjes bezaaid veld (Friesland), en onder in rood een gouden boerenwagen.
De blazoenering van het wapen van de gemeentesecretaris luidt als volgt:
Het wapen is schuin gedeeld: I. Rechts: een schild van azuur met 7 liggende gouden blokjes, in welker midden één plompe- of pompeblad van keel (rood). Links: een gouden veld met een leeuw van keel op een sinopele (groene) golvende zee.
In de heraldiek wordt het wapen beschreven van achter het schild, waardoor links en rechts voor de toeschouwer verwisseld zijn.

## Achtergrond

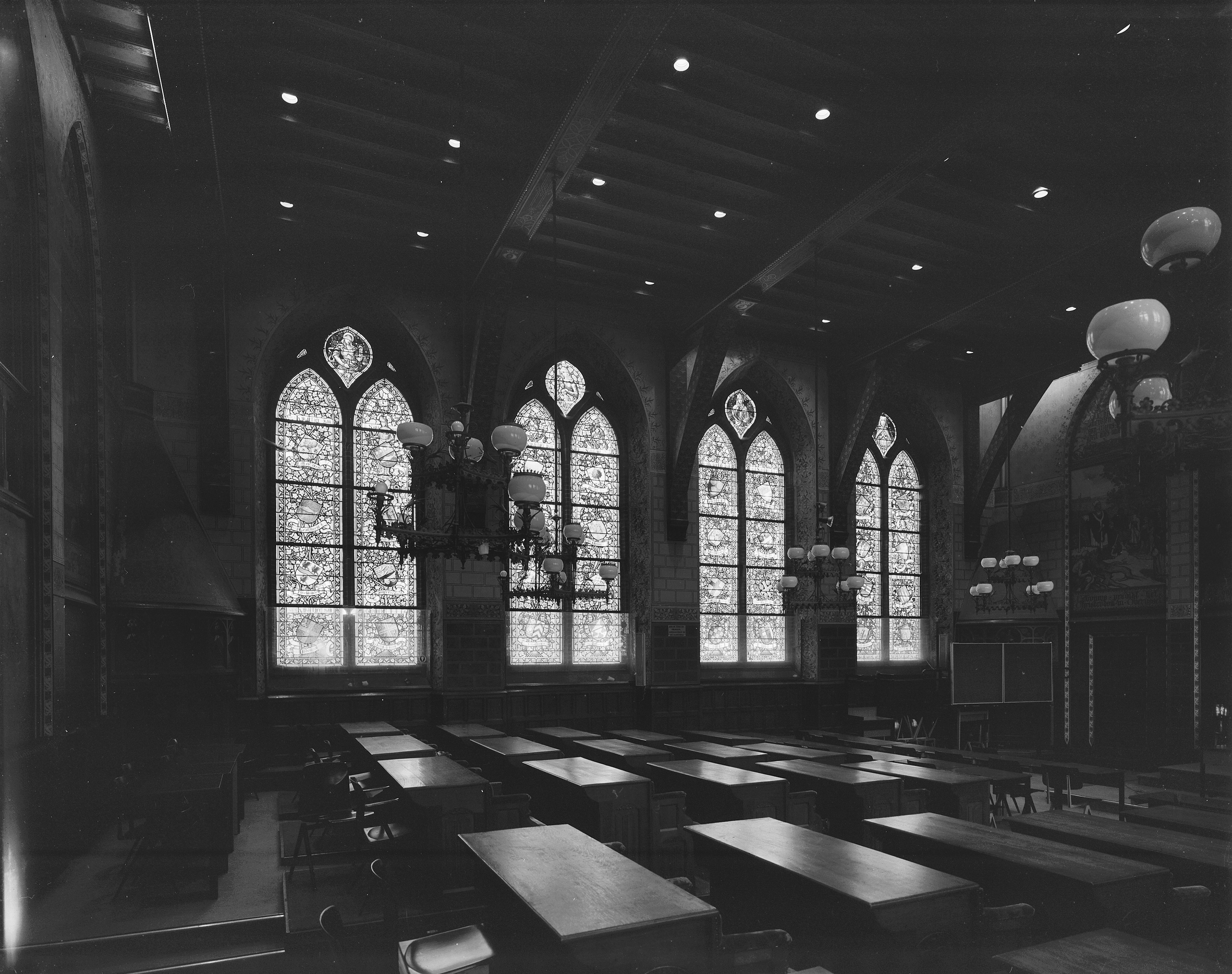
De glas in loodramen in het voormalige provinciehuis in Zwolle

In een raam van de voormalig statenzaal van Overijssel in Zwolle is een ander wapen te zien dan het officieel toegekend wapen. Dit wapen was rond 1890 ontworpen. De gemeenteraad vroeg de Hoge Raad van Adel om een advies. De Raad gaf na een historisch onderzoek in 1924 een advies voor een sprekend wapen met boven het wapen van Kampen en onder tien staande zilveren turven. Turven staan normaal voor een historische achtergrond van turfwinning, maar dit heeft nooit plaatsgevonden in Kamperveen. De gemeenteraad verzette zich hier dan ook tegen.	Volgens Friese taalkenners staat "vene" niet voor vervening, maar is deze afgeleid van het Friese term "finne" of "ferme", wat een laaggelegen grasvlakte betekent. De gemeentesecretaris kwam daarop met een eigen ontwerpvoorstel. De zeven blokjes in het ontwerp stellen daarin geen turven voor, maar de zeven delen waaruit het Friese Rijk bestond.
Uiteindelijk kwam in 1930 het wapen van Kamperveen met turven.

## Verklaring
Het officiële wapen verbeeldt de geschiedenis van Kamperveen, waar in de bovenste helft het pompeblad  symbool staat voor weggeslagen delen van het oude Friese Rijk door de zee. Kamperveen wordt beschouwd als een Friese nederzetting, die tussen 1214 en 1227 onder de naam "Vene" was bekend. Deze nederzetting viel onder de Parochie Campen en werd later aangeduid als Campervene. De onderste helft verbeeldt de strijd tegen het zeewater en heeft een overeenkomst met het wapen van Zeeland. De aanwezigheid van de turven kunnen slaan op het veen-achtergrond van Kamperveen.
Ook het wapen van de gemeentesecretaris verbeeldt de geschiedenis van Kamperveen. Naast de elementen die in het officiële wapen voorkomen, staan de zeven gouden blokjes voor de zeven delen van het oude Friese Rijk. Dit aantal is ook terug te vinden in het wapen van Friesland.
Het wapen van 1890 is een combinatie van het wapen van Friesland en een lokale symbool.

## Verwante wapens
De volgende wapens zijn een interpretatie van de gegeven beschrijvingen en betreffen dus geen authentieke weergaven.

Het niet verleende wapen van Kamperveen uit 1890
Het voorgestelde wapen van Kamperveen door de gemeentesecretaris uit 1925

De volgende wapens kennen een verwantschap met de genoemde wapens van Kamperveen

Het kleine wapen van Friesland
Het wapen van Zeeland

Ambt Almelo
· Ambt Delden
· Ambt Hardenberg
· Ambt Ommen
· Ambt Vollenhove
· Avereest
· Bathmen
· Blankenham
· Blokzijl
· Brederwiede
· Den Ham
· Denekamp
· Diepenheim
· Diepenveen
· Genemuiden
· Giethoorn
· Goor
· Grafhorst
· Gramsbergen
· Hasselt
· Heino
· Holten
· IJsselham
· IJsselmuiden
· Kamperveen
· Kuinre
· Lonneker
· Markelo
· Nieuwleusen
· Noordoostpolder
· Oldemarkt
· Olst
· Ootmarsum
· Rijssen
· Stad Almelo
· Stad Delden
· Stad Hardenberg
· Stad Ommen
· Stad Vollenhove
· Steenwijk
· Steenwijkerwold
· Urk
· Vollenhove
· Vriezenveen
· Wanneperveen
· Weerselo
· Wijhe
· Wilsum
· Zalk en Veecaten
· Zwartsluis
· Zwollerkerspel